# Parapleustes bicuspis
Parapleustes bicuspis is een vlokreeftensoort uit de familie van de Pleustidae. De wetenschappelijke naam van de soort is voor het eerst geldig gepubliceerd in 1838 door Kroyer.